# Принсес-Таун (регион)
Принсес-Таун (англ. Princes Town) — регион на острове Тринидад в составе республики Тринидад и Тобаго. Образован в 1990 году после разделения округа Виктория.

## Географическое положение
Располагается в южной части острова Тринидад. Граничит с регионом Пенал-Дебе на западе, муниципалитетом Сан-Фернандо на северо-западе, регионом Кува-Табаквит-Талпаро на севере и регионом Майаро — Рио-Кларо на востоке. Южное побережье омывает пролив Бока-дель-Серпьенте между Атлантическим океаном и заливом Пария, за которым находится побережье Венесуэлы. Общая площадь региона — 621,4 км². Столица — Принсес-Таун.
География региона неоднородная. Восточная часть — преимущественно густые леса и в целом малозаселённая территория. Вдоль побережья на юге располагается невысокий Южный хребет, откуда берёт своё начало река Моруга. На западе и северо-западе — преимущественно сельскохозяйственные угодья. Наиболее густонаселённые районы находятся на северо-западе, около столицы.

## Административно-территориальное деление
Принсес-Таун делится на следующие избирательные округа:
- Бен-Ломонд / Хардбарджен / Уильямсвилль
- Коринт / Сидар-Хилл
- Фифт-Компани
- Хиндустан / Сент-Мэрис
- Инвернесс / Принсес-Таун-Саут
- Ленгуа / Индиан-Уок
- Моруга
- Нью-Грант / Тейбллэнд
- Реформ / Манахамбр
- Сент-Джульенс / Принсес-Таун-Норт

## Экономика
До 2003 года доминирующим сектором экономики было сельское хозяйство, ведущим предприятием была государственная компания Caroni (1975) Limited по производству и переработке сахара. В 2003 году её ликвидировали по решению правительства Тринидада и Тобаго, и с тех пор на первое место вышла сфера услуг. Туризм играет второстепенную роль благодаря пляжам на побережье и туристическими достопримечательностями, в том числе грязевому вулкану Двор Дьявола (англ. Devil's Woordyard).
Важнейшим транспортным маршрутом является Шоссе сэра Соломона Хочоя — важнейший маршрут, идущий с севера на юг острова и пересекающий регион Принсес-Таун на западе. Небольшие просёлочные дороги идут с северо-запада на юг и восток региона.